# فيكتور هيريديا
فيكتور هيريديا (بالإسبانية: Víctor Heredia)‏ هو مغن مؤلف أرجنتيني، ولد في 24 يناير 1947 في بوينس آيرس في الأرجنتين.

## وصلات خارجية
- فيكتور هيريديا على موقع ميوزك برينز (الإنجليزية)
- فيكتور هيريديا على موقع أول ميوزيك (الإنجليزية)
- فيكتور هيريديا على موقع ديسكوغز (الإنجليزية)